# Roselle (Illinois)
Roselle – wieś w Stanach Zjednoczonych, w stanie Illinois, w hrabstwie Cook.